# القلعية
قرية القلعية هي إحدى القرى التابعة لمركز أبو تشت في محافظة قنا في جمهورية مصر العربية. حسب إحصاءات سنة 2006، بلغ إجمالي السكان في القلعية 4109 نسمة، منهم 2116 رجل و1993 امرأة.